# Індіан-Спрінгс (Техас)
Індіан-Спрінгс (англ. Indian Springs) — переписна місцевість (CDP) в США, в окрузі Полк штату Техас. Населення — 892 особи (2020).

## Географія
Індіан-Спрінгс розташований за координатами 30°41′15″ пн. ш. 94°44′46″ зх. д. / 30.68750° пн. ш. 94.74611° зх. д. (30.687609, -94.746229).  За даними Бюро перепису населення США в 2010 році переписна місцевість мала площу 4,81 км², з яких 4,74 км² — суходіл та 0,08 км² — водойми.

## Демографія
Згідно з переписом 2010 року, у переписній місцевості мешкало 785 осіб у 334 домогосподарствах у складі 210 родин. Густота населення становила 163 особи/км².  Було 499 помешкань (104/км²).
Расовий склад населення:
| - 94,3 % — білих - 3,8 % — корінних американців - 0,9 % — азіатів - 0,3 % — чорних або афроамериканців |

До двох чи більше рас належало 0,6 %. Частка іспаномовних становила 4,7 % від усіх жителів.
За віковим діапазоном населення розподілялося таким чином: 21,5 % — особи молодші 18 років, 60,0 % — особи у віці 18—64 років, 18,5 % — особи у віці 65 років та старші. Медіана віку мешканця становила 45,5 року. На 100 осіб жіночої статі у переписній місцевості припадало 93,3 чоловіків;  на 100 жінок у віці від 18 років та старших — 97,4 чоловіків також старших 18 років.
За межею бідності перебувало 42,5 % осіб, у тому числі 51,4 % дітей у віці до 18 років та 26,1 % осіб у віці 65 років та старших.
Цивільне працевлаштоване населення становило 284 особи. Основні галузі зайнятості: освіта, охорона здоров'я та соціальна допомога — 36,3 %, будівництво — 23,9 %, роздрібна торгівля — 9,5 %, публічна адміністрація — 5,6 %.